# Cătălin Cursaru
Cătălin Cursaru (né le 29 mars 1978 à Ploiești) est un joueur de football roumain.

## Statistiques
- Total de matchs joués en championnat de Roumanie: 167 matchs - 51 buts.
- Meilleur buteur du championnat de Roumanie: 2001–02.